# Audi 200 quattro Trans-Am
Chronologie des modèles
Audi 200 quattro Rallye (R3) Audi 90 quattro IMSA GTO (R5)
L'Audi 200 quattro Trans-Am (R4 en interne) est une voiture de course de la marque Audi qui a été utilisée dans la série Trans-Am 1988 aux États-Unis. La base était l'Audi 200 C3. Le véhicule était la première voiture de course d'usine d'Audi pour les circuits depuis les années 1930. À cette époque, Audi était actif dans le cadre d'Auto Union avec les légendaires Flèches d’Argent pour les courses internationales. De 1981 à 1986, Audi a été représentée avec beaucoup de succès dans le championnat du monde des rallyes avec l'Audi Quattro et l'Audi Sport Quattro. En 1988, l'objectif était de démontrer les performances de la transmission quattro pour les courses sur circuit et en même temps de renforcer la position sur le marché des États-Unis, où le rallye est peu médiatisé.

## Transmission

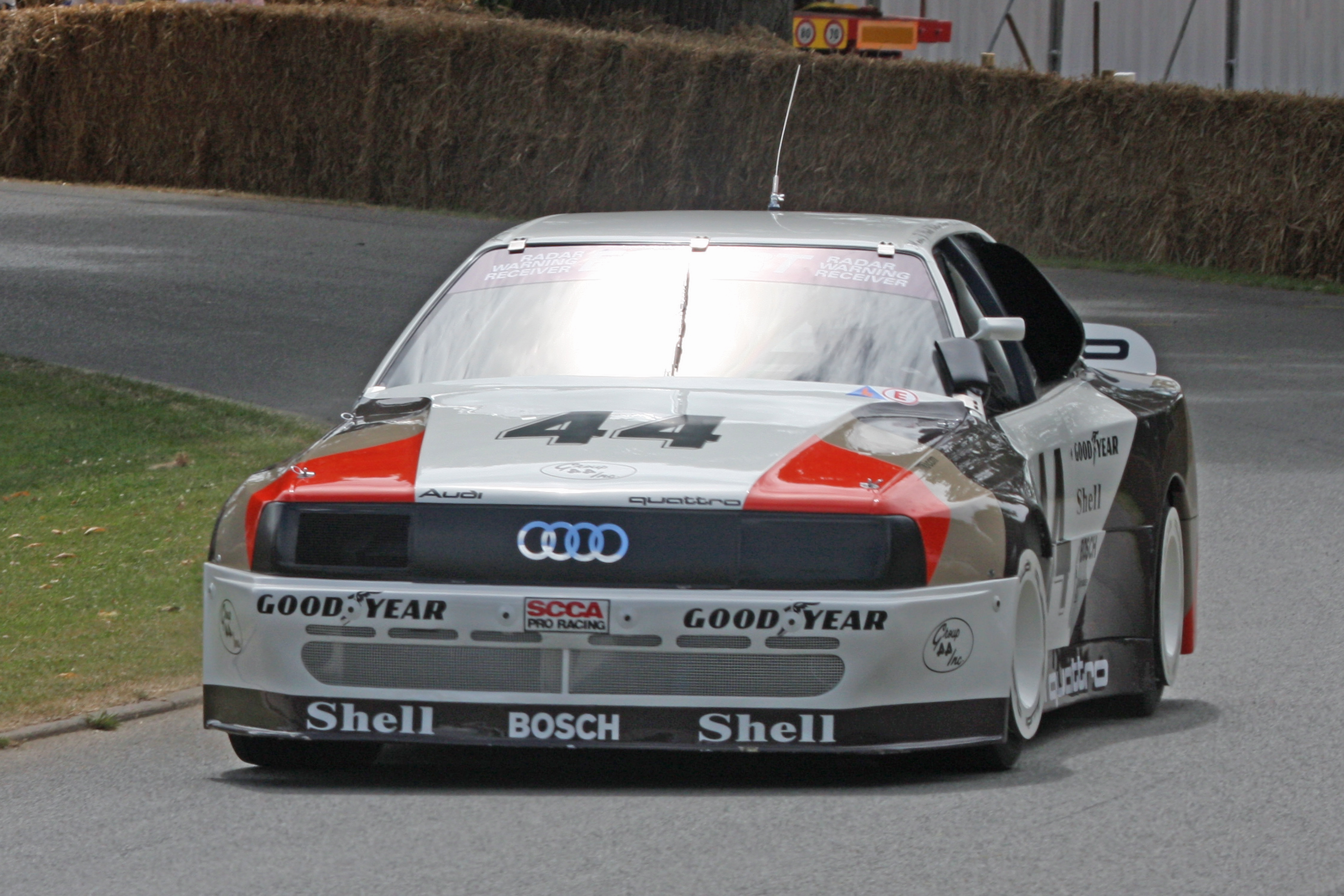

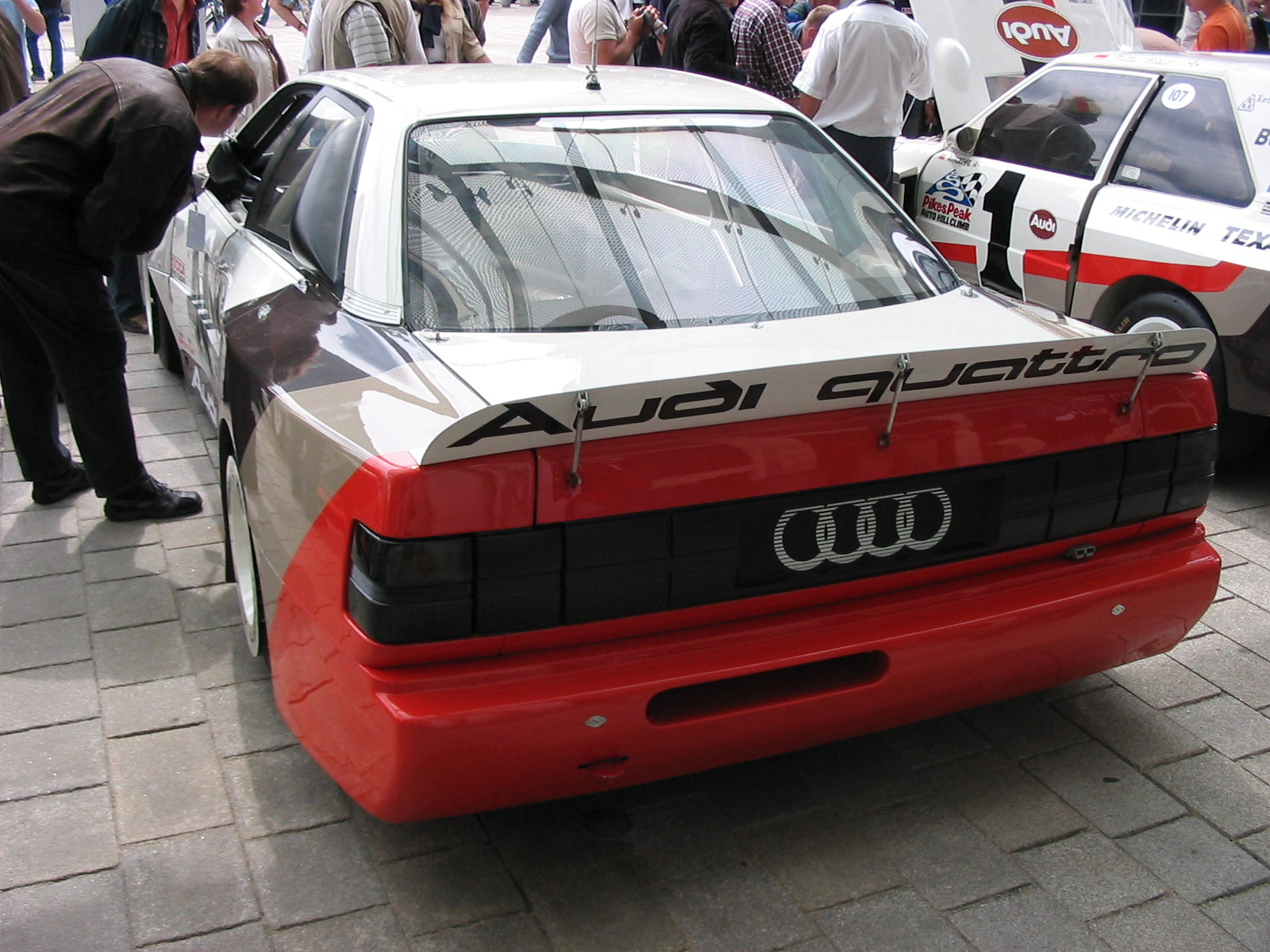
Vue arrière de la 200 quattro Trans-Am.

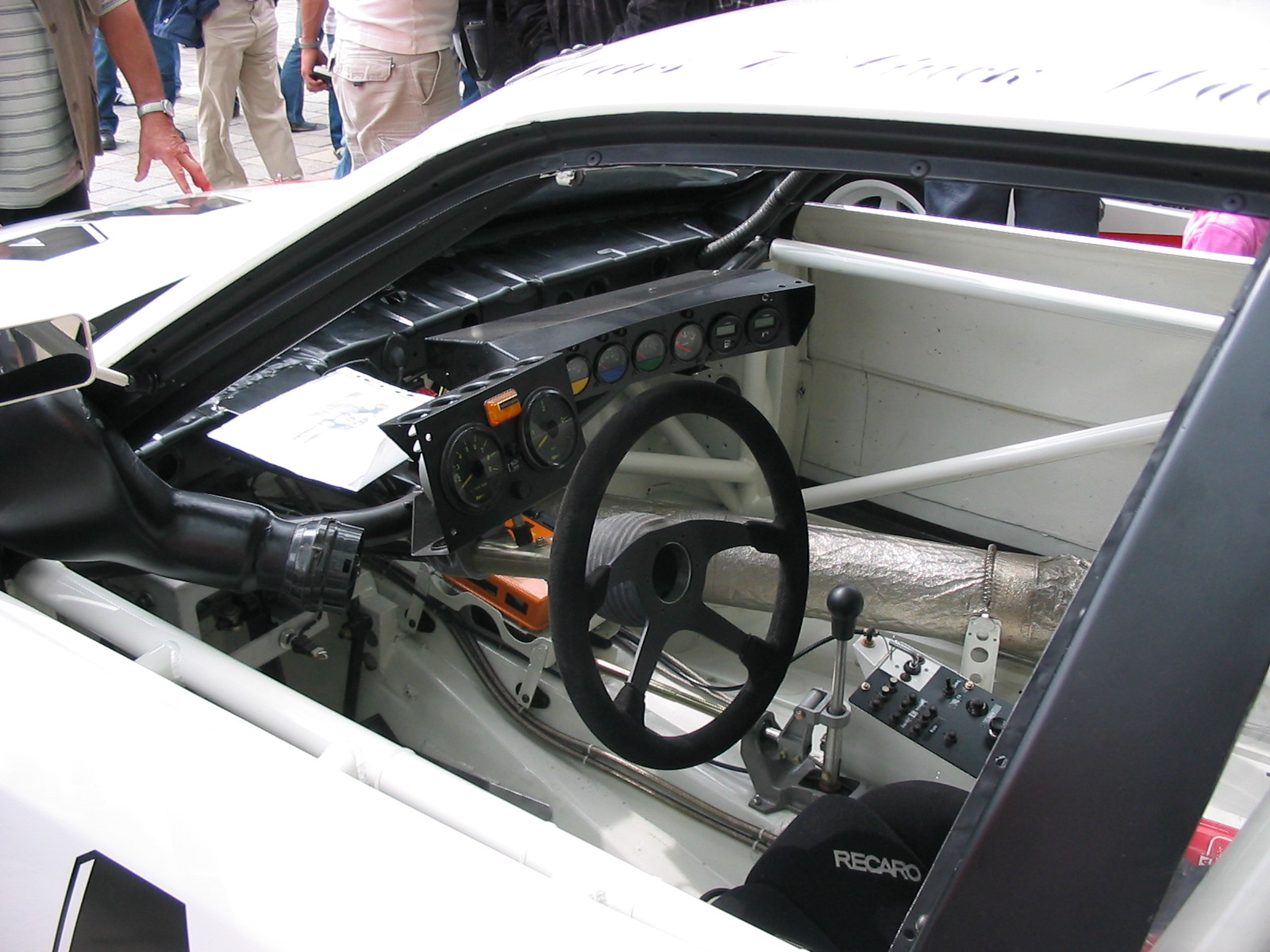
Cockpit de la 200 quattro Trans-Am.

Contrairement à l'Audi Sport quattro S1, Audi a utilisé dans la 200 quattro Trans-Am un moteur 5 cylindres en ligne avec une ancienne culasse à deux soupapes, qui est basée sur le moteur qui a été utilisé pour la dernière fois dans l'Audi 200 quattro Rallye. Le moteur turbo d'une cylindrée de 2,1 litres délivre 375 kW (510 ch). Le moteur de l'Audi était donc nettement plus petit et aussi plus faible que les moteurs V8 atmosphériques de ses concurrentes. Le turbocompresseur KKK fonctionne avec une pression de suralimentation jusqu'à 2,8 bars; au-dessus de cette limite, la durabilité du moteur 5 cylindres à 10 soupapes en souffrirait. La puissance est transmise aux roues via une boîte manuelle à 6 rapports et la transmission intégrale permanente quattro.

## Carrosserie
En 1986, Audi avait déjà construit une 200 quattro selon la réglementation de la NASCAR et l'avait envoyée pour enregistrer des tours avec Bobby Unser sur le Talladega Superspeedway. Le résultat a été un nouveau record pour les véhicules à quatre roues motrices. Cette Audi 200 quattro a été convertie en une première Trans-Am en 1987. Contrairement à la concurrence, y compris la Chevrolet Camaro et la Ford Mercury, l'Audi 200 quattro Trans-Am est basée sur un châssis en acier de la voiture de série. Selon la réglementation, le profil de la longueur, sans les pare-chocs ni le spoiler, doit correspondre à celui de la voiture de série. En termes de largeur, c’était carte blanche. La 200 quattro atteint plus de 2 m de large et près de 4,90 m de long. Ces dimensions en font toujours la plus grande voiture de course jamais construite par Audi. Le véhicule pesait initialement 1 100 kg, plus tard, en raison de modifications dans la réglementation, il pesait environ 1 200 kg. Étant donné qu’en 1988 Goodyear utilise toujours des pneus à plis croisés au lieu des pneus radiaux habituels, Audi ne peut pas régler le carrossage des roues, mais cela n'a pas d'effet sérieux en raison des roues très larges (14,75 pouces, puis 14,25 pouces plus tard). Des enjoliveurs spéciaux sont montés sur les jantes, qui dirigent l'air vers les freins sans causer de nombreux inconvénients en termes d'aérodynamisme.

## Pilotes
Hurley Haywood, Hans-Joachim Stuck et Walter Röhrl ont été utilisés comme pilotes pour la saison 1988. Walter Röhrl a servi de pilote de réserve pour Stuck, car il a disputé certaines courses pour Porsche en 1988, qui se chevauchaient en termes de dates avec les courses de la série Trans-Am. Röhrl a été utilisé dans un total de six des 13 courses de la saison. Lors de la dernière course de la saison à Saint-Pétersbourg, Audi est partie avec 3 véhicules et donc avec les 3 pilotes. Haywood était le seul pilote à avoir disputé toutes les courses et il a été fixé pour le titre des pilotes dès le départ.

## Engagement et réalisations
L'utilisation de l'Audi 200 quattro dans la Trans-Am a été supervisée par l’équipe Group 44 sous la direction de Bob Tullius. Cette équipe avait déjà eue du succès avec Jaguar dans les années 1970. Au cours de la saison, la réglementation a été ajustée à plusieurs reprises pour ralentir les Audi. Audi a dû alourdir deux fois la voiture d'environ 50 kg. De plus, le restricteur d'air a été réduit de 64 à 54 mm. Les pneus sont également devenus plus étroits d'un demi-pouce au cours de la saison. Malgré cela, Audi était toujours en mesure de suivre les coureurs de tête.
Audi a remporté huit des 13 courses de la saison. L’Audi était compétitive dès le départ, même si le véhicule était un tout nouveau développement. Haywood a terminé deuxième de la première course de la saison. Lors de la deuxième course, à Dallas, il a pu remporter sa première victoire de la saison. À Niagara Falls, Walter Röhrl a mené tout le peloton et a gagné facilement. Tôt, Audi a déjà remporté le titre des constructeurs et le titre des pilotes avec Hurley Haywood. En raison de la supériorité de la 200 quattro Trans-Am, la réglementation a été modifiée pour la saison 1989. La transmission intégrale a été rendue interdite et seuls les véhicules équipés d'un moteur de marque américaine ont été autorisés à démarrer. Cependant, en 1989, Audi avait déjà prévu de quitter la série Trans-Am et de concourir dans la série IMSA GTO, encore plus permissive en termes de réglementation, avec l'Audi 90 quattro IMSA GTO.

### Résultats
| Date              | Circuit              | Tour | Hurley Haywood | Hans-Joachim Stuck             | Walter Röhrl                 |
| ----------------- | -------------------- | ---- | -------------- | ------------------------------ | ---------------------------- |
| 16 avril 1988     | Long Beach (USA)     | 58   | 2e place       | Abandon (accident/16e tours)   |                              |
| 1er mai 1988      | Dallas (USA)         | 105  | 1re place      |                                | Abandon (accident/69e tours) |
| 29 mai 1988       | Sears Point (USA)    | 40   | 6e place       |                                | 5e place                     |
| 18 juin 1988      | Détroit (USA)        | 40   | 1re place      | Abandon (suspension/18e tours) |                              |
| 26 juin 1988      | Niagara Falls (USA)  | 94   | 13e place      |                                | 1re place                    |
| 2 juillet 1988    | Cleveland (USA)      | 40   | 4e place       | 1re place                      |                              |
| 17 juillet 1988   | Brainerd (USA)       | 33   | 2e place       | 1re place                      |                              |
| 23 juillet 1988   | Meadowlands (USA)    | 84   | 2e place       | 1re place                      |                              |
| 6 août 1988       | Lime Rock (USA)      | 66   | 4e place       |                                | 5e place                     |
| 3 septembre 1988  | Mid-Ohio (USA)       | 42   | 3e place       | 1re place                      |                              |
| 11 septembre 1988 | Road America (USA)   | 25   | 4e place       | 2e place                       |                              |
| 25 septembre 1988 | Mosport (CDN)        | 50   | 22e place      |                                | 4e place                     |
| 23 octobre 1988   | St. Petersburg (USA) | 63   | 18e place      | Abandon (moteur/14e tours)     | 1re place                    |

### Classement des pilotes
| Pl. | Pilote                       | Point |
| --- | ---------------------------- | ----- |
| 1.  | États-Unis Hurley Haywood    | 152   |
| 2.  | États-Unis Irv Hoerr         | 141   |
| 3.  | États-Unis Scott Pruett      | 117   |
| 4.  | États-Unis Jim Derhaag       | 104   |
| 5.  | États-Unis Darin Brassfield  | 100   |
| 6.  | Allemagne Hans-Joachim Stuck | 99    |
| 9.  | Allemagne Walter Röhrl       | 80    |

### Classement des marques
| Pl. | Fabricant             | Point |
| --- | --------------------- | ----- |
| 1.  | Allemagne Audi        | 92    |
| 2.  | États-Unis Chevrolet  | 63    |
| 3.  | États-Unis Oldsmobile | 51    |
| 4.  | États-Unis Mercury    | 48    |